# ألفرد ستانفورد
ألفرد ستانفورد (بالإنجليزية: Alfred Stanford)‏ (12 مارس 1900 - 1985)؛ روائي أمريكي.